# Kirkwall
Kirkwall er den største by og hovedstad på Orkneyøerne, placeret i det nordlige Skotland. Byen bliver først nævnt i Orkneyinga Saga i året 1046. Dengang var det en bosættelse af Rognvald den II, jarl af Orkney. Rognvald blev dræbt af sin efterfølger Thorfinn. I 1469 blev øgruppen sammen med Shetlandsøerne af Christian 1. af Danmark og Norge givet til Skotland som pant som del af medgiften i forbindelse med giftermålet mellem Jakob 3. af Skotland og Christians datter Margrete. Det afsluttede den skotske "norske årlige" skattebetaling til Danmark. I 1486 blev byen udnævnt til kongelig købstad af kong James III. Navnet Kirkwall stammer fra det nordiske navn "Kirkjuvagr", der betyder "Kristen Strand". Dette blev senere oversat til "Kirkvoe" og herefter til "Kirkwaa" (se Norn). Engelske geografikere mistolkede den sidste part af navnet som det skotske wa', der betyder mur. Derfor navnet "Kirkwall".
Byen er placeret på den nordlige kyst af hovedøen Mainland (Orkney). Der ligger et færgeleje med forbindelse til de fleste af øerne i øgruppen. Efter nutidig britisk standard er byen lille, med en befolkning på ca. 10.000 (2020 estimat).
I hjertet af byen står St Magnus Cathedral, der blev grundlagt i 1137 til minde om Sankt Magnus, jarl af Orkney fra 1108 til 1117. Bygningen har siden 1560, trods navnet, været en sognekirke i den skotske kirke og ikke en egentlig katedral. Ved siden af katedralen ligger ruinerne af den tidligere bispegård og jarlens gård.
Byen har to museer; The Orkney Museum, der fortæller om øgruppens historie fra stenalderen til i dag og Orkney Wireless Museum, der udstiller radio- og lydhistorie. handler om historien om radioen og optagelseslyd.

## Notable bysbørn
- Conran af Orkney, biskop over Orkney øerne i 600-tallet[5]
- Stanley Cursiter, Painter and Limner, født på East Road[6]
- Ola Gorie, smukkedesigner[7]
- Peter Marshall blev uddannet i Kirkwall[8]
- Clara Anne Williams (født Rendall), født i Kirkwall 24. juli 1887,[9] missionær, lærer og gift med Aeneas Francon Williams fik Kaisar-i-Hind medaljen i 1946 for hendes arbejde under anden verdenskrig som leder af Røde Kors' arbejde i Dooars, Bengal, Indien.[10]